# Шазилия
Шазилия (араб. الشاذلية‎) или Шазилийский тарикат — суфийский тарикат, основанный шейхом Абу-ль-Хасаном аш-Шазали в 1227 году в Тунисе. 
Основатель ордена умер во время хаджа в Египте в 1258 году. На месте его погребения появился зиярат. Шазилийский тарикат распространился в странах Магриба. К шазилитам принадлежал известный историк и философ Ибн Хальдун. На основе шазилии возник тарикат Даркавия. В XIX веке шазилийский тарикат достиг Дагестана (Хусенил Мухаммад афанди). 
Основной акцент делается на борьбе с нафсом и внутреннем самосовершенствовании, важную роль в котором играет «халва» — практика уединения, отшельничества, которой каждый адепт с разрешения наставника должен посвятить не менее одного дня в квартал. Уединение сопровождается постом от рассвета до заката. Ещё есть различные виды зикра, в которых либо просто поминается имя Аллаха, либо на разный мотив читается шахада.
Отличительной чертой шазилитов была вера, что их принадлежность к этому тарикату предопределена от вечности, что кутб, глава духовной иерархии, всегда будет членом их ордена. Одним из адептов ордена был Рене Генон. Шазилиты, как и другие суфии, объединялись и жили в завиях. Так, Абду-ль-Кадир аль-Фаси похоронен в той завии, где преподавал.

## Ссылка
- Ализаде А. А. Шазили // Исламский энциклопедический словарь. — М. : Ансар, 2007. — С. 890. — ISBN 978-5-98443-025-8. (CC BY-SA 3.0)
- Шазилийский тарикат — Sufizm.Ru